# Grand Prix (filme)
Grand Prix é um filme estadunidense de 1966, do gênero drama, dirigido por John Frankenheimer. A trilha sonora é de Maurice Jarre.

## Sinopse
No Grande Prêmio de Mônaco, Pete Aron, um piloto estadunidense que dirige um Jordan-BRM, tem problemas na caixa de marcha e faz seu carro mergulhar no mar. Porém o fato mais grave foi ter ferido seriamente o piloto inglês Scott Stoddard, seu companheiro de equipe. Este acidente provoca a demissão de Aron, que é contratado pela equipe japonesa Yamura. Durante a recuperação de Stoddard, sua mulher, Pat, se envolve com Aron, pois ela parece determinada em deixar Scott.

## Elenco
- James Garner .... Pete Aron
- Eva Marie Saint .... Louise Frederickson
- Yves Montand .... Jean-Pierre Sarti
- Toshirô Mifune .... Izo Yamura
- Brian Bedford .... Scott Stoddard
- Jessica Walter .... Pat Stoddard
- Antonio Sabato .... Nino Barlini
- Françoise Hardy .... Lisa
- Adolfo Celi .... Agostini Manetta
- Claude Dauphin .... Hugo Simon
- Enzo Fiermonte .... Guido
- Geneviève Page .... Monique Delvaux-Sarti

## Principais prêmios e indicações
Oscar 1967 (EUA)
- Venceu nas categorias de melhor montagem, melhor edição de som (best effects, sound effects) e melhor mixagem de som (best sound).

Globo de Ouro 1967 (EUA)
- Venceu na categoria de atriz novata mais promissora - feminino (Jessica Walter) e
- Indicado na categoria de melhor ator novato mais promissor - masculino (Antonio Sabato).